# Màquina de fer rases

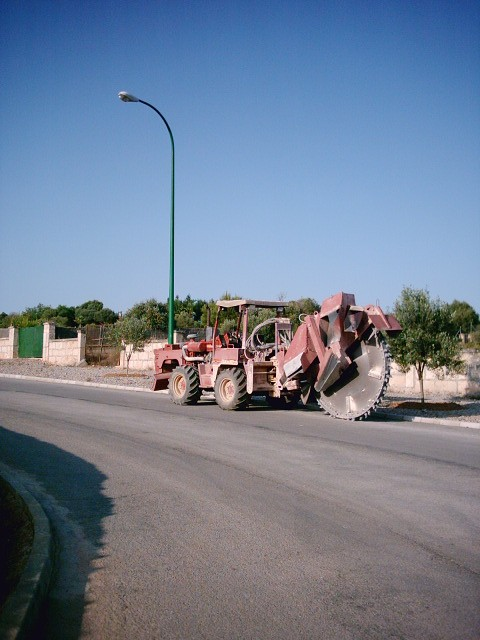
Màquina per a fer rases de roda

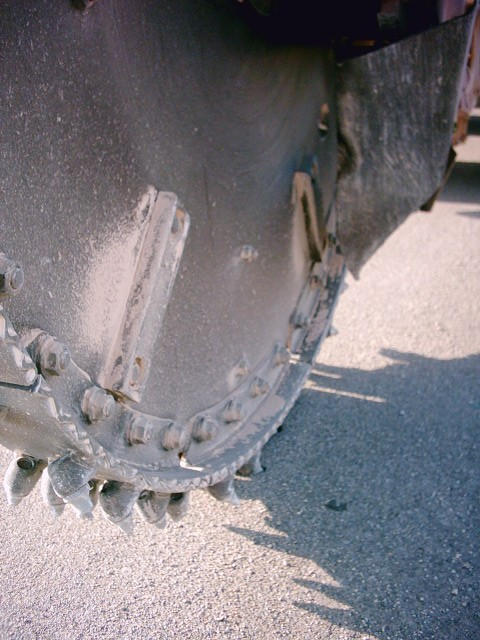
Detall de la roda i els elements de tall

Una màquina de fer rases és una màquina, normalment autopropulsada, concebuda específicament per a l'excavació de rases per enterrar un determinat servei. Normalment s'usen a partir de rases de més d'un quilòmetre de longitud, ja que per distàncies menors és econòmicament més rendible la utilització de retroexcavadores. L'ús de retros és també obligat per a radis de curvatura petits. Si la rasa travessa una zona de roques dures l'excavació de la rasa ha de ser mitjançant voladures.
Les màquines de fer rases acostumen a tenir un sistema de cintes transportadores per a evacuar lateralment el material excavat, que normalment serà usat per a tancar la rasa un cop s'hagi acabat la fase d'estesa del servei.
Es poden classificar en dues tipologies ben diferents:

## Màquines de fer rases de braç inclinable
En aquest tipus de màquines, els elements de tall (que poden canviar-se segons l'excavabilitat del terreny) formen part d'una cadena que gira entorn un braç metàl·lic inclinable per a controlar la profunditat de la rasa. L'amplada de la rasa pot arribar als 1.7 metres (de manera que es poden usar tant per l'estesa de cables com per a conductes) i les profunditats màximes que es poden assolir estan a l'entorn dels 4.5 m.

## Màquines de fer rases de roda
En aquest altre tipus de màquines, els elements de tall són solidaris a una roda rígida que va girant mentre s'excava. Les amplades de les rases oscil·len entre els 45 i els 162 cm, de manera que s'usen preferentment per a estendre cables. Les profunditats màximes que permet assolir la roda són de 3 metres.